# Mediocre
Mediocre (englisch für „Mittelmäßig“) ist ein Lied der deutschen Singer-Songwriterin Madeline Juno aus dem Jahr 2025. Das Stück ist die sechste Singleauskopplung aus ihrem siebten Studioalbum Anomalie, Pt. 1.

## Entstehung und Artwork
Das Lied wurde von der Interpretin selbst, zusammen mit den Koautoren Joschka Bender, Wanja Bierbaum (Hardy X) und Wieland Stahnecker (Blinker), geschrieben. Die beiden Koautoren Bender und Hardy X zeichneten zudem auch für die Produktion verantwortlich. Bender war darüber hinaus alleine auch für die Abmischung zuständig. Alle drei Koautoren arbeiteten bereits in der Vergangenheit mit Juno zusammen. Während der Berliner Musiker Bender bereits seit Beginn von Junos Karriere festes Mitglied ihrer Liveband ist und an diversen Produktionen, in verschiedenen Funktionen, beteiligt gewesen war, arbeitet der Koblenzer Musiker Blinker seit ihrem fünften Studioalbum Besser kann ich es nicht erklären (Januar 2022) regelmäßig mit ihr zusammen, wie auch Bender, als Autor, Studiomusiker sowie festes Mitglied ihrer Liveband. Hardy X startete die Zusammenarbeit mit Juno mit den Arbeiten an ihrem vorangegangenen Studioalbum Nur zu Besuch (Januar 2024), wobei der Österreicher als Autor, Produzent und Studiomusiker von vier Titeln agierte. Für die Instrumentierung war weitgehend Martin Rott zuständig, der unter anderem das Keyboard sowie Schlagzeug einspielte. Das Mastering erfolgte durch HP Mastering Hamburg, unter der Leitung von Studiobetreiber Hans-Philipp Graf.
Auf dem Frontcover der Single ist – neben Interpretenangabe und Liedtitel – Juno zu sehen. Es zeigt lediglich ihr Gesicht, mit Blick zur Kamera, während sie sich nach vorne beugt. Das gleiche Coverbild fand auch Verwendung bei den vorangegangenen Singles Anomalie (Februar 2025), Hab ich dir je gesagt… (April 2025), Fuck Marry Kill (Mai 2025), Schlimmster Mensch der Welt (Mai 2025) sowie später auch auf dem Album Anomalie, Pt. 1 (Juni 2025). Die Fotografie wurde vom Berliner Fotografen Jakob Marwein geschossen.

## Veröffentlichung und Promotion
Die Erstveröffentlichung von Mediocre erfolgte als Single am 4. Juni 2025 bei Embassy of Music. Diese erschien als digitaler Einzeltrack zum Download und Streaming. Der Vertrieb erfolgte durch Tonpool; verlegt wurde das Lied durch Budde Music Publishing, Edition Forest Fire, Edition Indiekator sowie Universal Music Publishing. Am 13. Juni 2025 erschien das Lied als Teil von Junos siebten Studioalbum Anomalie, Pt. 1 (Katalognummer: 770994), dessen sechste Singleauskopplung es ist.
Mediocre entstand bereits Monate vor seiner Erstveröffentlichung, eigentlich für das vorangegangene Studioalbum Nur zu Besuch (Januar 2024); und war schon Teil von Junos letzter Konzertreihe Tour zu Besuch im April 2024. Erstmals angekündigt wurde die offizielle Singleveröffentlichung von Juno über ihre sozialen Medien am 1. Juni 2025, in dem sie einen Teaser, mit dem Kommentar „in zwei Tagen #mediocre“ präsentierte. Um das Lied zu bewerben, erfolgte einen Tag vor der Singleveröffentlichung ein Liveauftritt zur Hauptsendezeit in der zwölften Staffel von Sing meinen Song – Das Tauschkonzert.

## Inhalt
| „Vielleicht ist meinе beste Zeit schon lange over. Und alles, was ich bin, mediocre. Mein’n Höhepunkt hab’ ich erreicht. Zumindest red’ ich mir das selber ein. Und war’s je genug, was auch immer ich versucht hab’? Oder bleib’ ich nur ’n gottverdammter Loser? Und das Einzige, was wirklich bleibt. Ist meine Angst vor Mittelmäßigkeit, yeah.“ – Refrain, Originalauszug | Anders als die englischsprachige Titelbezeichnung „Mediocre“ (englisch für „Mittelmäßig“), ist der Liedtext weitgehend in deutscher Sprache verfasst und stammt von der Interpretin selbst sowie Joschka Bender, Blinker und Hardy X. Neben der Titelbezeichnung finden sich im Text diverse weitere Anglizismen wieder, so unter anderem „Loser“ (englisch für „Verlierer“), „Lover“ (englisch für „Liebhaber“), „Over“ (englisch für „vorbei“), „Soft“ (englisch für „weich“) oder auch „Undercover“ (englisch für „verdeckt“). Alle Texter waren zugleich für die Komposition zuständig und komponierten die Musik in G-Dur mit 139 Schlägen pro Minute. Musikalisch bewegt sich das Lied im Bereich Popmusik. Inhaltlich geht es in Mediocre um die Erwartungshaltungen, die an Juno als Person von öffentlichem Interesse herangetragen werden; und die Selbstwahrnehmung, die diesen Erwartungshaltungen zum Teil entgegensteht. Das Hauptaugenmerk liegt dabei auf den Ängsten, welche sie in all den Jahren als Künstlerin begleiteten („Mein’n Höhepunkt hab’ ich erreicht, zumindest red’ ich mir das selber ein“), der Schwerpunkt liegt dabei auf der Angst vor der Mittelmäßigkeit („Vielleicht ist meinе beste Zeit schon lange over und alles, was ich bin, mediocre“). |

Aufgebaut ist das Lied aus zwei Strophen, einem Refrain, einer Bridge und einem Outro. Es beginnt mit der ersten Strophe, die als Achtzeiler geschrieben wurde. Auf diese folgte zunächst der fünfzeilige Prechorus, ehe der eigentliche Refrain mit seinen ebenfalls acht Zeilen einsetzt. Der gleiche Aufbau wiederholt sich mit der zweiten Strophe, nur das im Prechorus kleine inhaltliche Änderungen erfolgten. Juno besingt darin, dass sie gerne so wie andere prominente Frauen wäre. Während sie im ersten Prechorus gerne wie Taylor Swift wäre, singt sie im Zweiten davon, wie gerne sie doch wie Miley Cyrus wäre. Nach dem zweiten Refrain setzt als musikalisches Zwischenspiel die Bridge ein, die lediglich eine Wiederholung des ersten Prechorus darstellt. Danach endet das Lied mit dem Outro, welches wiederum nur die letzten vier Zeilen des Refrains nochmals wiedergibt.

## Mitwirkende
| Liedproduktion - Joschka Bender: Abmischung, Komposition, Liedtext, Musikproduktion - Wanja Bierbaum (Hardy X): Komposition, Liedtext, Musikproduktion - Hans-Philipp Graf: Mastering - Madeline Juno: Gesang, Komposition, Liedtext - Martin Rott: Keyboard, Schlagzeug - Wieland Stahnecker (Blinker): Komposition, Liedtext Visualisierung (Cover) - Jakob Marwein: Fotografie | Unternehmen - Budde Music Publishing: Musikverlag - Edition Forest Fire: Musikverlag - Edition Indiekator: Musikverlag - Embassy of Music: Musiklabel - HP Mastering Hamburg: Tonstudio - Tonpool: Vertrieb - Universal Music Publishing: Musikverlag |

## Rezensionen
Ullrich Maurer von Gaesteliste.de ist der Meinung, dass Juno mit Anomalie, Pt. 1 inhaltlich und musikalisch neue Kapitel aufschlage, sich aber ihrem Stil treu bleibe. Besonders schön bringe die Sängerin das Thema mit Mediocre zum Ausdruck. Hier thematisiere sie Erwartungshaltungen und Selbstwahrnehmungen, die diesen Erwartungshaltungen zum Teil entgegenstehen würden. Dabei beruhe die Sache vielleicht auf einem Missverständnis: Bei den Gesprächen zu ihrem letzten Album Nur zu Besuch (Januar 2024) wurde sie etwa gefragt, wie sie denn ihre Musik künftig weiterzuentwickeln gedenke – da sie ja nicht ewig Jugendthemen mit ihrer Art von zeitgemäßem Indie-Pop bedienen könne. Das interpretierte sie allerdings so, dass man ihr vorwerfe, dass sie mit Anfang 30 ihre besten Jahre bereits hinter sich habe. In dem Lied bringe sie diesen Aspekt dann zum Ausdruck, indem sie ihre Wünsche und Erwartungen mit den Anforderungen ihres Jobs in Einklang zu bringen suche. Dabei komme sie zu dem Schluss, dass sie heute mit Zuversicht in die Zukunft blicken könne und sich nicht mehr darum scheren möchte, was andere von ihr denken mögen; schon gar nicht jene, die ihr Mittelmäßigkeit vorwerfen. In diesem Sinne ist dann das ganze Album eine Art „Anomalie“ im bisherigen Juno-Kosmos (der sich ja bislang eher um Herz- und Seelenschmerz-Themen drehte) – allerdings sei das eine Art von Anomalie, die künftig auch zu einem Normalzustand werden könnte. Auch musikalisch habe sie eine Antwort auf die bereits erwähnte Frage. Eingefasst werde das Album von Mediocre und Vorsicht zerbrechlich als Buchstützen, mit denen sich Juno auf ihre akustischen Singer-/Songwriter-Wurzeln beziehe.

## Kommerzieller Erfolg
Das Lied verfehlte, wie alle seine Vorgänger aus Anomalie, Pt. 1, die offiziellen Singlecharts, konnte sich aber als einziger Titel in den iTunes-Tagesauswertungen platzieren (Rang 22).